# Карпачова Ніна Іванівна
Ні́на Іва́нівна Карпачо́ва  (нар. 12 серпня 1957, Чадир-Лунга, Молдавська РСР, СРСР) — український юрист, уповноважена Верховної Ради України з прав людини (1998–2012), кандидат юридичних наук, доцент; колишній член Вищої кваліфікаційної комісії суддів України.

## Біографія
Народилася 12 серпня 1957 (Чадир-Лунга, Молдавська РСР). Батько Іван Кузьмич (1932—1984) та мати Луїза Петрівна (1933—2002) — правники.
Закінчила Київський національний університет імені Тараса Шевченка, юридичний факультет (1974—1979), правознавець; аспірант Академії суспільних наук, Москва (1991).
Народна депутатка України 5-го скликання з квітня 2006 від Партії регіонів, № 2 в списку. На час виборів: Уповноважений Верховної Ради України з прав людини, безпартійна. Член Комітету з питань прав людини, національних меншин і міжнаціональних відносин (липень 2006 — лютий 2007), член фракції Партії регіонів (травень 2006 — лютий 2007).
З березня 1998 — кандидатка в народні депутати України, виборчий округ № 7, АР Крим. З'явилися 57.0 %, за 7.4 %, 3 місце з 14 претендентів. На час виборів: народний депутат України.
Народний депутат України 2 скликання з квітня 1994 (2-й тур), Алуштинський виборчий округ № 28, Республіка Крим, висунена трудовим колективом, член групи «Незалежні». На час виборів: Сімферопольський державний університет, доцент 1-й тур: з'явилося 65.7 %, за 48.24 %. 2-й тур: з'явилося 66.9 %, за 70.35 %. 5 суперників (осн. — Крисов Л. І., н. 1954; виконком Судакської міськради, заступник голови; 1-й тур — 8.60 %, 2-й тур — 15.05 %).
1975 — експедиторка, претензіоніст торгмортрансу, Керч.
1975—1977 — секретарка комітету комсомолу, Керченський судномеханічний технікум.
1977—1979 — студентка, 1979 — інструкторка комітету комсомолу, Київський національний університет імені Тараса Шевченка.
1979—1981 — юрисконсульт рибоконсервної філії, ВО «Керчрибпром».
1981—1982 — 2-а секретар, Керченський МК ЛКСМУ.
1982—1984 — слухачка, ВПШ при ЦК КПУ.
1984—1985 — консультант, Кримський обласний будинок політосвіти, Сімферополь.
1985—1988 — секретар, Алуштинський МК КПУ.
1988—1991 — аспірант, Академія суспільних наук, Москва.
1991—1992 — радник з правових питань, Міжнародний центр Рерихів.
1992—1994 — доцент юридичного факультету, Сімферопольський державний університет.
1994—1998 — заступник голови Комітету з питань прав людини, національних меншин і міжнаціональних відносин, ВР України.
14 квітня 1998—17 листопада 2006 — Уповноважений ВР України з прав людини.
2006 — обрана депутатом Верховної Ради 5-го скликання від Партії регіонів.
8 лютого 2007 знов призначена Уповноваженим Верховної Ради України з прав людини.
27 квітня 2012 Верховна Рада України звільнила її з посади Уповноваженого Верховної Ради України з прав людини у зв´язку із закінченням терміну повноважень.
У вересні 2021 року Ніна Карпачова була обрана віце-президентом Європейського інституту омбудсмана.
Автор 4 законопроєктів, прийнятих ВР України: «Усиновлення дітей-сиріт» (глава до Кодексу про шлюб та сім'ю України), глава 35-А до Цивільного процесуального кодексу України (судовий порядок усиновлення дітей-сиріт), Закону України «Про уповноваженого Верховної Ради України з прав людини», Закону України щодо кримінальної відповідальності за торгівлю людьми (ст. «Торгівля людьми» Кримінального кодексу України). Голова оргкомітету Перших парламентських слухань щодо виконання Україною Конвенції ООН «Про ліквідацію всіх форм дискримінації щодо жінок» (1995). Ініціатор і учасник створення Національного центру усиновлення дітей-сиріт при Міністерстві освіти України (1996). Очолювала урядові делегації України на міжнародних та європейських конференціях з проблем захисту прав людини. Віце-президент Всесвітнього конгресу українських юристів (1996—1998). З 1998 — член Європейського, з 2000 — Міжнародного інституту Омбудсмена. З 1999 — очолює Національну координаційну раду щодо запобігання торгівлі людьми в Україні.

## Нагороди
- Орден «За заслуги» II ст. (16 січня 2009)[4], III ст. (11 серпня 2007)[5]
- Офіцерській Хрест Ордена Заслуги Республіки Польща (Польща)
- Медаль Дружби (Куба)
- Заслужений юрист України (5 березня 1997)[6]
- Премія імені Ярослава Мудрого (2002, 2007)
- Премія імені Івана Франка (2003)